# Palác Obchodní a živnostenské komory (Praha)
Palác Obchodní a živnostenské komory v Praze je novorenesanční kancelářský palác na nárožní parcele ulice U Obecního domu a Náměstí Republiky na Novém Městě v Praze. Byl vybudován jako sídlo pražské Obchodní a živnostenské komory, důležité dobové hospodářské instituce. Po roce 1989 byla stavba přeměněna na luxusní hotel.

## Historie

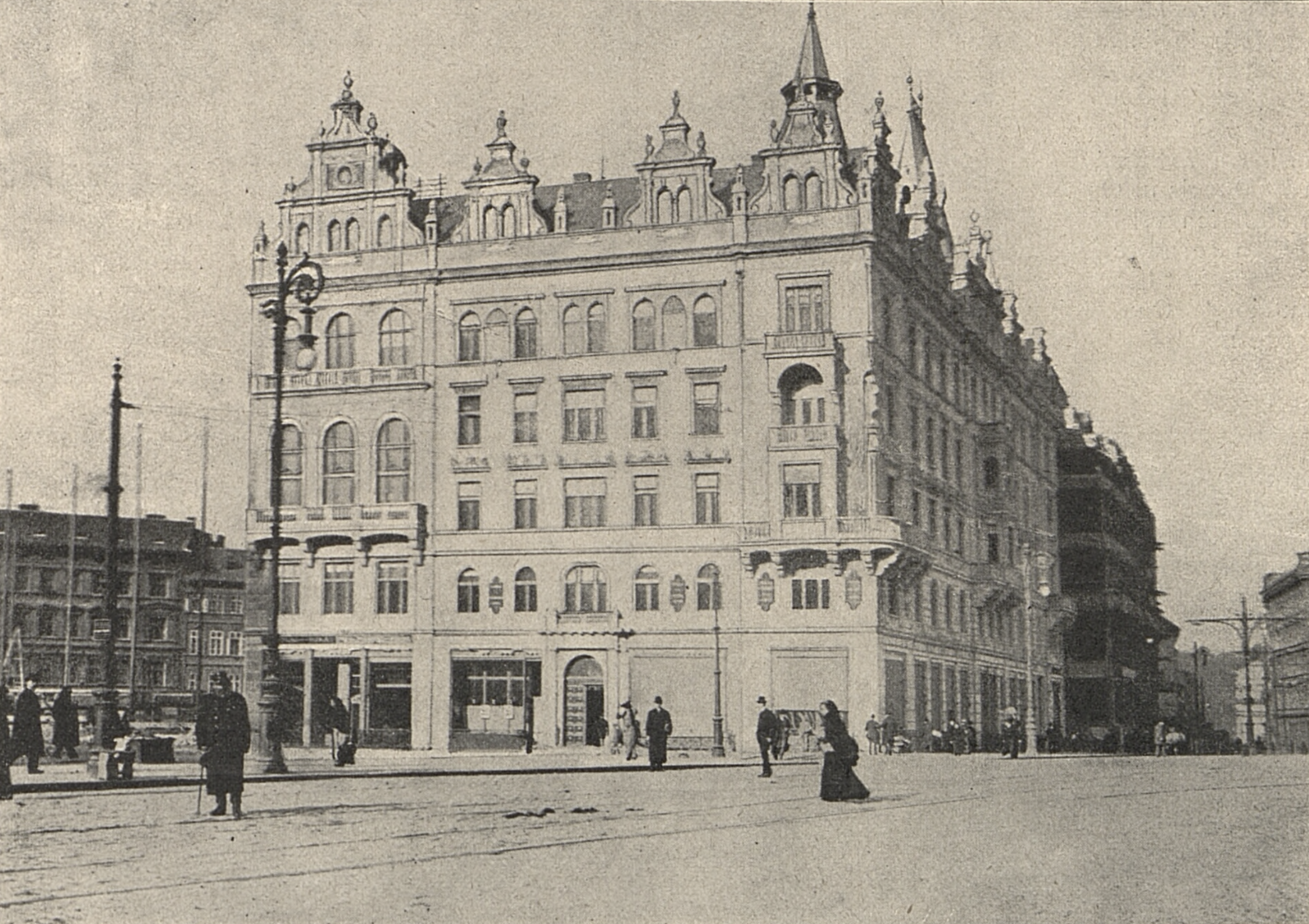
Budova krátce po dokončení (časopis Světozor, 1904)

Na části pozemku dříve stál tzv. Králodvorská kasárna s kadetní školou, vojenská stavba, která koncem 18. století nahradila někdejší královský palác, tzv. Králův dvůr.
Stavbu zadalo okolo roku 1900 vedení Obchodní a živnostenské komory v Praze (jedné z osmi takových komor v českých zemích), státem zřizované organizace sdružující soukromé obchodní subjekty s řadou zákonných aktivit a povinností, jako např. sběr statistických údajů, podněty a stanovisek a jejích předkládání příslušným ministerstvům a úřadům, vedení archivů ochranných známek, vzorů, obchodních rejstříků apod. K realizaci projektu byl osloven architekt Antonín Turek, který navrhl rozsáhlou čtyřpatrovou historizující budovu. Stavbu provedla firma karlínského stavitele Václava Nekvasila. Provoz byl v budově zahájen roku 1904. Budova byla sídlem komory patrně až do jejího zániku roku 1948.
V roce 2009 byl objekt v rámci rozsáhlé rekonstrukce přeměněn na pětihvězdičkový hotel King's Court.

## Architektura stavby

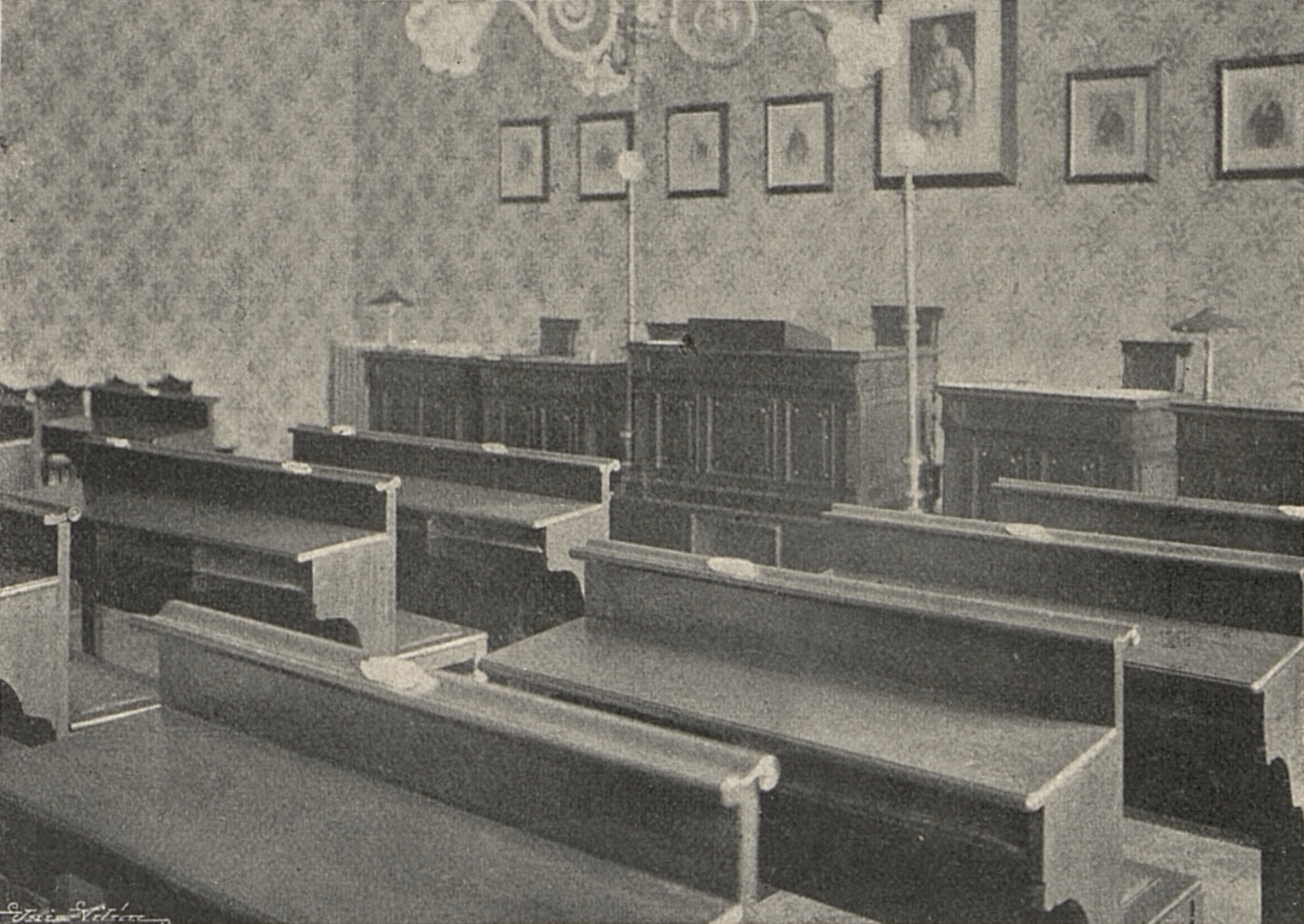
Konferenční místnost (Světozor, 1904)

Bankovní budova byla vystavěna na nárožním pozemku s hlavní orientací do náměstí. Stavba má halové přízemí určené pro komerční využití, ve čtyřech nadzemních patrech se pak nacházely především kanceláře a také zasedací místnost. Bohatě zdobená fasáda nese alegorické sochy a také štukovou výzdobu.